# Peter Foersom

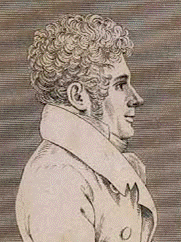
Peter Thun Foersom

Peter Thun Foersom, född 20 februari 1777, död 24 januari 1817, hovskådespelare, psalmförfattare och representerad i bland annat danska Psalmebog for Kirke og Hjem.

## Psalmer och dikter
- Nu lukker sig mit øje, också benämnd Linas Aften- og Morgenbøn  diktad 1813
- Borgvægterens Sang af Macbeth efter Friedrich von Schillers dikt Verschwunden ist die finstre Nacht